# 葛達二聖堂
葛達二聖堂（英語：S.S. Cosmas and Damian Church）是一座香港天主教教堂，由天主教香港教區管理。位於新界荃灣德華街37-41號，建立於1969年7月，與荃灣天主教小學相連。

## 堂區服務範圍
葛達二聖堂區服務的範圍包括荃灣市中心、福來邨、綠楊新邨、海濱花園、荃灣工業區、仁濟醫院、石圍角邨、大窩口邨、城門谷、川龍、朗逸峰等。

## 堂區歷史
如今的荃灣堂區「葛達二聖堂」是從昔日的「聖心堂」演變而成。「葛達二聖堂」在1969年落成，現址位於荃灣德華街37至41號，「聖心堂」在六十五年前成立，舊址則處於現時荃灣綠楊新村（前者是三棟屋）。
由於，在1950-1960年代，有大批國內移居香港，而且，那時荃灣是首個衛星新市鎮，故此荃灣區的人口不斷增加，同樣，區內的教友也隨著上升。因此，「聖心堂」不能容納不停倍增的教友，有見及此，「聖心堂」的主任司鐸覃文華神父便向教區建議興建一所新聖堂。
香港教區在六十年代經濟尚弱，而建堂經費，幸蒙德國埃森教區主教及教友慷慨捐獻，建堂得以順利完成。因此，埃森教區和荃灣葛達二聖堂有著密切的關係，所以，她倆決定成為姊妹教區，為表示感謝及紀念他們的恩德，便採用了圣葛斯默和圣达弥盎這兩位聖人為本堂主保，聖葛斯默及聖達彌盎是德國埃森教區主教座堂的主保聖人。
聖堂於1969年約7月間建造完成，並開始舉行感恩聖祭，而隆重祝聖及獻堂禮則要等待兩年之後，延期理由是邀請埃森教區主教親臨主持祝聖禮，而該主教於1971年聖誕期才蒞臨，祝聖禮於1971年12月26日舉行。其後該區主教曾於1996年訪港，為的是探望維修後的葛達二聖堂。
荃灣葛達二聖堂曾於1993年修建，整項修健工程施工為期3個多月，修健的目的是：
1. 修葺舊有的結構；
2. 運用原來的建築藝術明顯地呈現在禮儀神學的意義。

因為，一所神聖、莊嚴的聖殿，能引領信友們完全投入禮儀。
2012年2月5日，身兼候任樞機的天主教香港教區湯漢主教主持真福德蘭修女的血液聖髑永久安放於葛達二聖堂的聖髑永久安放儀式。同年3月24日至30日，德國埃森教區奧弗貝克主教（Franz-Josef Overbeck）率團，再次訪問香港教區。及在25日，奧弗貝克主教前往葛達二聖堂主持堂區考核傅油禮。

## 建築風格
從聖堂正門步進，踏上台階上的中央，是洗禮池。洗禮是其他聖事的門。聖堂內祭台前波浪型的階梯，猶如漣漣不斷的水由洗禮池直奔到祭台。所以，祭台階梯和洗禮池階梯是互相配合的。祭台是整座聖堂的中心，舉行彌撒時，就是參與基督的死亡和復活，分享祂為我們犧牲的身體。在祭台的右邊是讀經台，宣讀聖言的地方。十字架上復活的耶穌面向著祭台，是基督徒朝拜和讚頌主救恩的標記。

## 堂區主保

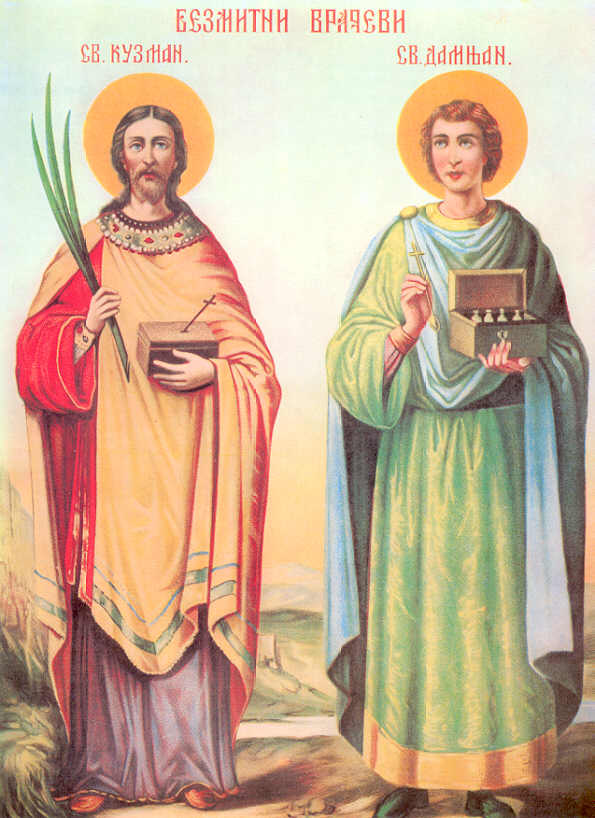
聖葛斯默和聖達彌盎

聖葛斯默和聖達彌盎（英語：St.Cosmas And St.Damian）都是殉道聖人，生於公元三世紀，是阿拉伯人，且是孖生兄弟，他們都是醫生，一直都在敘利亞地區行醫，從行醫中傳教，使許多人靈魂肉身皆獲療效。受洗的人，不計其數。由於當地政府嚴禁人民信奉古羅馬宗教以外其他宗教，終被人告發，控告他們謠言惑眾，傳播異端，被判監禁，處以刑罰折磨，要求他們放棄基督信仰，但他們仍堅守信念，決將福音傳揚。最終，當地政府見二人如此執拗，便將他們判處斬首極刑，他們就這樣殉道，殉道地點為敘利亞的西里西亞。

## 彌撒及禮儀時間

### 彌撒
- 主日彌撒：07:00、08:15、09:30、11:00 (粤語)
- 19:30(粤語)
- 星期六提前主日彌撒：19:30(粤語)
- 平日彌撒：07:15(粤語)(晨禱06:55)
- 葛達二聖彌撒：每月第4個星期一：20:00(粤語)
- 聖心彌撒：每月首星期五：19:15(粤語)

## 牧職人員
- 主任司鐸：馬崇義神父
- 助理司鐸：阮俊英神父、朱彥宗神父
- 終身執事：黃景聲執事
- 牧職修女：馬麗莉修女

## 社區服務
1973年6月，聯同新教五家服務荃灣及西葵涌的堂口(中華基督教會全完堂、聖公會荊冕堂、荃灣信義會、大窩口救世軍及葵涌新區循道衛理聯合教會亞斯理堂)於大窩口徙置大廈第9座（現已拆卸重建）地下合辦荃灣合一社會服務中心，葛達二聖堂是唯一一家公教單位。開辦中心目的除了體現合一外，亦期望以社會服務為居民爭取權益，如後來荃灣不少徙置大廈重建及天台屋問題，即為合一服務中心率領街坊抗爭，後來合一中心的社工，因為過激行為（在天台屋拒拆過程中指導街坊引爆石油氣罐抵抗警方），而又介入大量社會抗爭（如保釣），有關方面在1997年1月將合一解散，不少今日社福界的翹楚和荃灣葵青區的政治領袖，都出自合一，例如立法會議員單仲偕、前葵青區議會副主席梁永權等。

## 資料來源
1. ↑  . 蘋果日報. 2012年2月5日 （中文（繁體））.
2. ↑  . 公教報. 2012年3月31日 （中文（繁體））.

## 外部連結
葛達二聖堂網站 （页面存档备份，存于）